# Triplocoma
Triplocoma là một chi rêu trong họ Polytrichaceae.